# American Society of Composers, Authors and Publishers
L'American Society of Composers, Authors and Publishers (ASCAP) è un'organizzazione non a scopo di lucro statunitense che protegge i diritti d'autore musicali dei propri membri attraverso un monitoraggio delle esecuzioni pubbliche delle loro composizioni, siano esse via radio, TV, Internet o in esibizioni dal vivo, e ottenendone i relativi emolumenti. L'ASCAP raccoglie i pagamenti dagli utilizzatori della musica creata dai propri membri, quindi li ridistribuisce ai propri associati sotto forma di diritti d'autore (royalties). In effetti, questo sistema è il frutto di un compromesso: quando una canzone altrui viene suonata o trasmessa, l'utilizzatore non deve pagare direttamente il proprietario dei diritti, né l'autore deve fatturare la propria musica ad una stazione radio o altro mass media affinché questo possa utilizzarla.
Nel 2005, l'ASCAP ha raccolto 750 milioni di dollari in pagamenti di licenze e distribuito 646 milioni in diritti ai propri membri. Negli Stati Uniti l'ASCAP compete con altre due organizzazioni che utilizzano metodi analoghi a favore dei propri associati: la BMI e la SESAC (originariamente Society of European Stage Authors and Composers).

## Storia
ASCAP fu fondata a New York il 13 febbraio, 1914 per proteggere le composizioni musicali dei propri associati, in gran parte scrittori ed editori allora affiliati con la Tin Pan Alley. Tra i primi soci della ASCAP si possono ricordare Irving Berlin, Otto Harbach, James Weldon Johnson, Jerome Kern e John Philip Sousa. In poco tempo molti altri autori divennero membri dell'associazione. Ad agosto 2007, ASCAP dichiarava di rappresentare 300.000 tra autori, compositori ed editori musicali.
Nel 1919, ASCAP e la Performing Right Society della Gran Bretagna sottoscrissero il primo accordo per la rappresentanza dei membri della consociata nel proprio territorio. Attualmente, ASCAP ha raggiunto accordi simili con associazioni di tutto il mondo e difende negli Stati Uniti gli interessi di centinaia di migliaia di artisti.
L'avvento della radio negli anni venti rappresentò una nuova fonte di introiti per la ASCAP. Le stazioni radio diffondevano inizialmente soltanto musica dal vivo, pagando direttamente gli artisti. Più tardi la trasmissione di musica registrata divenne prevalente. ASCAP cominciò allora a raccogliere pagamenti di diritti dalle radio. Tra il 1931 e 1939, i ricavi si incrementarono del 400%.
Nel 1940, quando ASCAP tentò di raddoppiare le tariffe per le licenze, le radio cominciarono a boicottare la ASCAP e fondarono una propria organizzazione, la Broadcast Music Incorporated (BMI). Per un periodo di 10 mesi, durato dal 1º gennaio al 29 ottobre 1941, nessuna musica licenziata da ASCAP (1.250.000 canzoni) fu trasmessa dalle stazioni radio NBC e CBS. In sostituzione diffusero più musica locale e popolare e stili come il rhythm & blues o il country, che erano generalmente ignorati dalla ASCAP. Quando finalmente la frattura si ricompose, ASCAP si accordò per tariffe di molto inferiori all'anno precedente. Negli anni cinquanta e negli anni sessanta, ASCAP intentò una serie di cause legali nel tentativo di recuperare le posizioni perse in seguito al boicottaggio del 1941, ma senza successo.
Attualmente, ASCAP è ancora una delle principali agenzie con oltre 11.500 stazioni radio commerciali e 2000 non commerciali paganti licenze. ASCAP fu anche la prima organizzazione americana a distribuire diritti per la trasmissione via Internet, e continua tuttora ad assicurare licenze per siti web, fornitori di musica digitale ed altri nuovi media.

## ASCAP Award
ASCAP assegna ai propri associati di spicco una serie di premi annuali, suddivisi in nove categorie: "Pop, "Rhythm e Soul", "Film e Televisione", "Latina", "Country", "Christian", "Rock", "Metal", "Rap", "Concert Music". In aggiunta, ASCAP include musicisti jazz nella sua Jazz Wall of Fame con una cerimonia annuale che si tiene presso la sede di New York della società.
Attraverso il programma ASCAPlus Awards, ASCAP ricompensa quegli autori i cui lavori sono principalmente rappresentati in luoghi o con mezzi fuori dal controllo dell'associazione. Una commissione indipendente valuta i lavori e assegna premi in denaro ai membri meritevoli così come ad autori le cui opere hanno un evidente valore intrinseco. ASCAP è l'unica organizzazione del settore con un programma di riconoscimenti in denaro di questo genere. Una critica comune è dovuta al fatto che i riconoscimenti sono piuttosto modesti, normalmente nell'ordine dei 25 - 100 dollari.

## ASCAP Web Tools
Nel 2004 ASCAP ha stretto un accordo con Nimbit, Inc. per offrire "ASCAP Web Tools" ai soci. Nel 2008 ASCAP ha esteso l'accordo con Nimbit per creare una edizione ASCAP della piattaforma di Nimbit. Il sito offre accesso a negozi virtuali, content management centralizzato, distribuzione online, web design, e servizi di email così come servizi e applicazioni per MySpace e Facebook.

## “I Create Music” EXPO
Nell'aprile 2006, ASCAP ha inaugurato il suo annuale “I Create Music” EXPO, la prima conferenza nazionale completamente dedicata alla composizione e al cantautorato. La prima edizione dell'EXPO ha presentato workshop, gruppi di lavoro e spettacoli con figure di spicco di vari generi e settori dell'industria musicale. La seconda edizione si è svolta tra il 19 aprile e 21 aprile del 2007.

## Critiche
ASCAP ha attirato l'attenzione dei media nel 1996 quando ha minacciato le associazioni scout americane Girl Scouts of the USA e Boy Scouts of America di agire legalmente per il mancato pagamento dei diritti delle canzoni cantate nei campi scout. Queste minacce furono in seguito ritrattate.
ASCAP viene anche criticata per operazioni non sempre trasparenti, incluso il rifiuto di divulgare le registrazioni delle presenze dei membri del consiglio, le note dei meeting e le motivazioni che portano alla determinazione del valore della tariffa per una determinata canzone o composizione.